# 秦岭石蝴蝶
秦岭石蝴蝶（学名：Petrocosmea qinlingensis）为苦苣苔科石蝴蝶属的多年生草本植物。是中国特有植物，列为中国二级重点保护野生植物。
1981年发现该种后一直再未发现野生种群，一度认为该种在野外已经灭绝, 在2014年的陕西省第2次野生植物资源调查工作中才再次发现。

## 扩展阅读
- 維基物種上的相關：秦岭石蝴蝶